# Olga Raonić
Olga Raonić (Belgrado, 31 dicembre 1986) è una pallavolista serba.
Gioca nel ruolo di palleggiatrice nel Legionovia.

## Carriera
La carriera di Olga Raonić inizia nel settore giovanile dell'Odbojkaški klub Radnički Beograd, dove gioca per tre annate, prima di entrare a far parte della prima squadra, debuttando così nella Prva Liga serbo-montenegrina nella stagione 2004-05, restando nelle file del club per quattro campionati. Nella stagione 2008-09 si trasferisce alla Ženski odbojkaški klub Dinamo Pančevo 1973, classificandosi al terzo posto in campionato.
Va a giocare per la prima volta in un campionato estero nella stagione 2009-10, firmando nella A1 League greca con l'Iraklis Thessaloniki Volleyball Club. Gioca poi nella 1. Bundesliga tedesca, vestendo la maglia del 1. Volleyball-Club Wiesbaden nel campionato 2010-11 e quella dello Sportclub Potsdam nel campionato successivo.
Rientra in Serbia per giocare con lo Ženski odbojkaški klub Spartak Subotica nella stagione 2012-13, raggiungendo la finale scudetto, persa solo dopo cinque combattuti match contro la Ženski odbojkaški klub Crvena zvezda; nell'estate del 2013 fa il suo esordio nella nazionale serba in occasione della European League. Nel campionato seguente va a giocare nella ORLEN Liga polacca col Legionovia.